# Protium laxiflorum
Protium laxiflorum är en tvåhjärtbladig växtart som beskrevs av Adolf Engler. Protium laxiflorum ingår i släktet Protium och familjen Burseraceae. Inga underarter finns listade i Catalogue of Life.